# الدين في رواندا
الدين في رواندا (تعداد 2012)

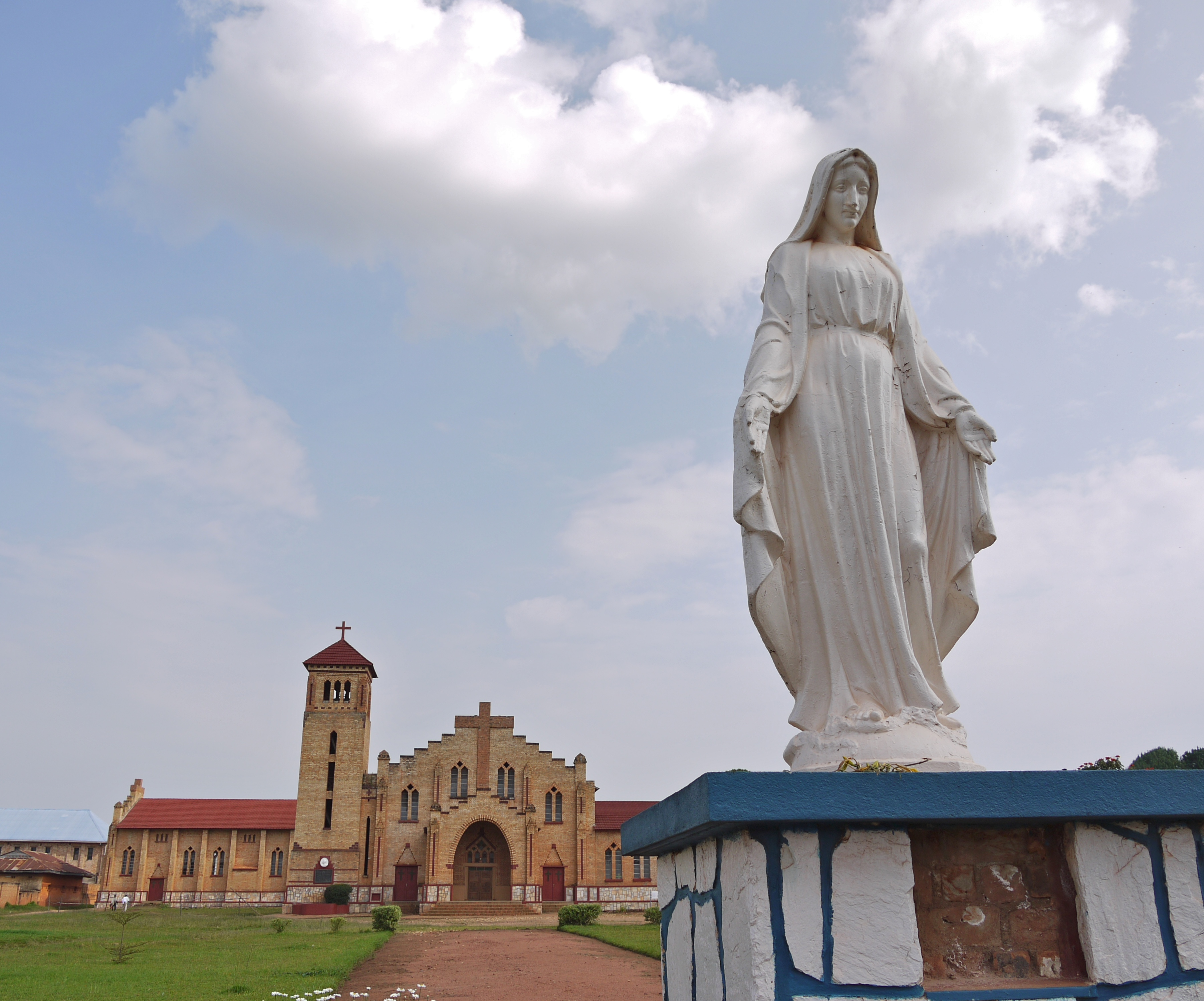
صورة تظهر معلما دينيا مسيحيا، فالمسيحية هي أكثر الأديان انتشارا في رواندا

الدين في رواندا، المسيحية هي الديانة الأكبر في البلاد، وفقًا للإحصاء السكاني الذي جرى عام 2012 شكل الروم الكاثوليك النسبة الأكبر من بين المسيحيين بواقع 43.7% وهي الجماعة الدينية الأكثر في رواندا، وشكل البروتستانت نسبة 37.7%، تلاهم السبتيين بنسبة 11.8%، وسجل المسلمون النسبة الأقل من بين الديانات بواقع 2% من أجمالي السكان، في حين سجل الغير متدينين نسبة حوالي 2.5%، وسجل شهود يهوه نسبة 0.7% .
هناك أيضًا عدد قليل من الجالية البهائية في رواندا، بالإضافة إلى البعض من الناس الذين يمارسون معتقدات الدينية للسكان الأصليين التقليدية. كان هناك انتشار للجماعات الدينية صغيرة منشقة، والمرتبطة عادة بالمسيحية قبل الإبادة الجماعية عام 1994
.
وتوجد تجمعات صغيرة وسرية للهندوس والبوذيين، غالبيتهم ذو أصول أجنبية من خارج البلاد بالأخص رجال أعمال من الصين والهند بالإضافة إلى أساتذة جامعيين وطلاب. لم يحاول أي من الديانتين نشر دياناهم بجدية في رواندا، على الرغم من وجود معبد هندوسي لرواندا كمكان للعبادة وهو المكان الديني الوحيد لهم هناك.
ينص دستور رواندا على حرية الدين، وتحترم الحكومة بشكل عام هذا الحق في الممارسة، أحيانًا يحتجز مسؤولو الحكومة المحلية شهود يهوه لرفضهم المشاركة في الدوريات الأمنية، في عام 2007، لم تتلق الحكومة الأمريكية أي تقارير عن انتهاكات مجتمعية أو تمييز على أساس المعتقد أو الممارسة الدينية
.